# Mehala

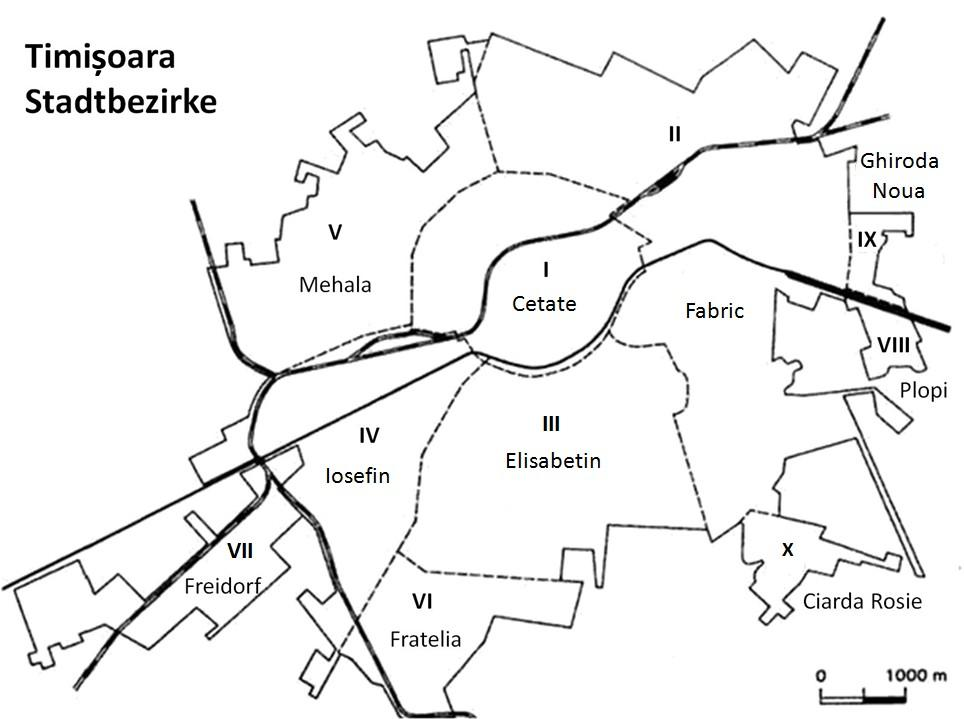
Cartierul Mehala, la vest de centrul Timișoarei

Mehala (în germană Franzstadt, în maghiară Ferenckülváros) este un cartier din Timișoara. A devenit parte a orașului în anul 1910.

## Personalități
- Aladár Szoboszlay (1925 - 1958), preot romano-catolic, opozant contra regimului comunist, condamnat la moarte și executat;
- Béla Uitz (1887 - 1972), pictor și grafician maghiar.

## Galerie de imagini

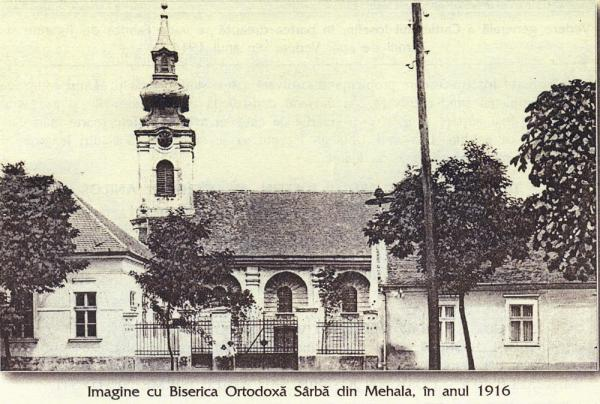
Biserica ortodoxă sârbă din Mehala în anul 1916
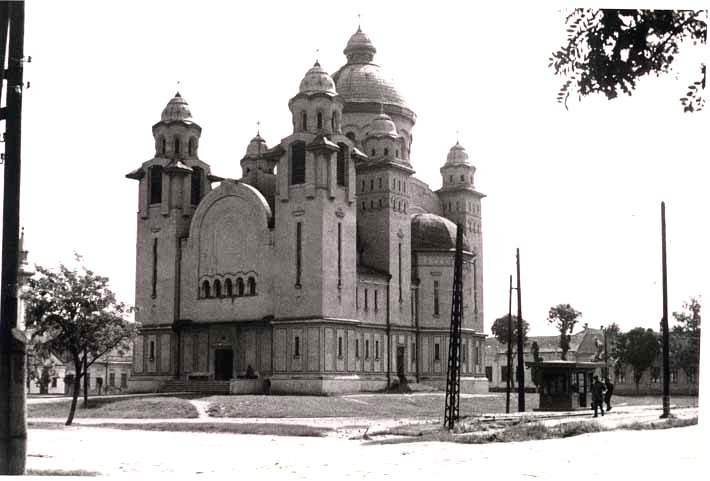
Biserica ortodoxă română din Mehala în anul 1964
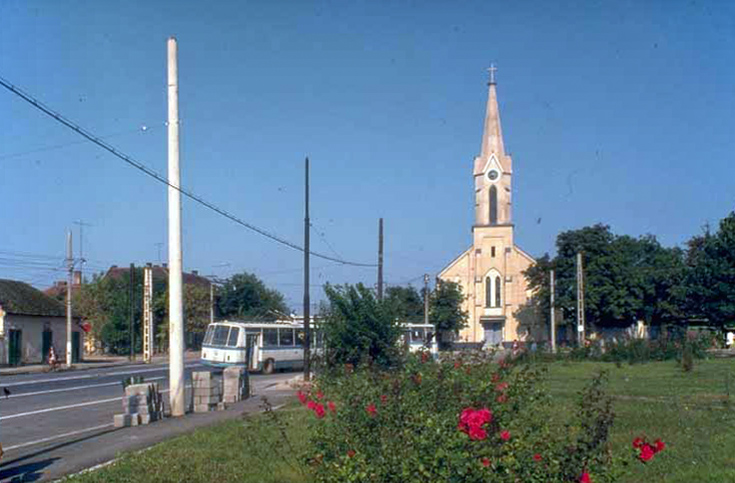
Biserica romano-catolică din Mehala în anul 1976

## Legături externe

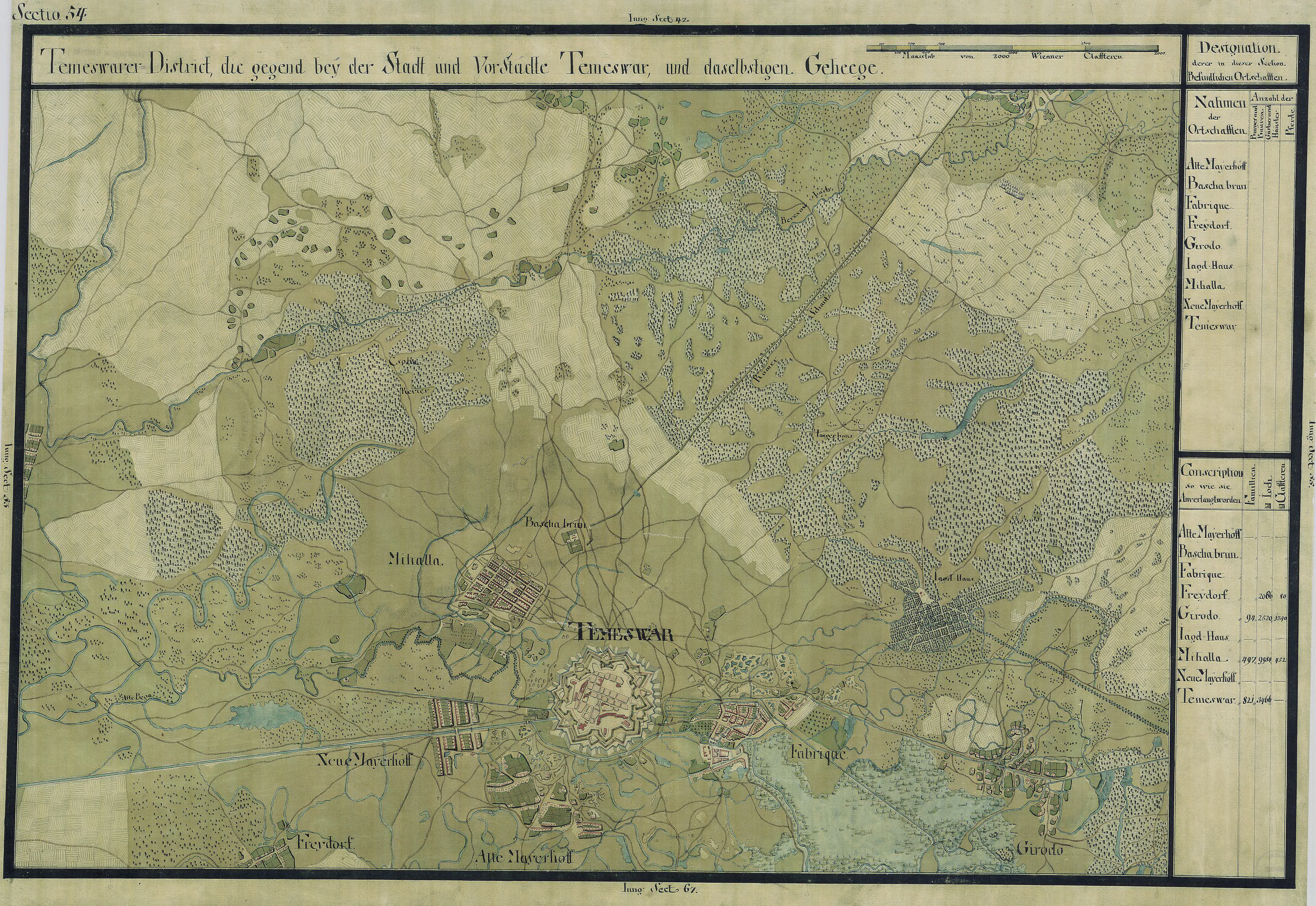
Mehala în Harta Iosefină a Banatului, 1769-72